# Time and a Word
Time and a Word este al doilea album al trupei de rock progresiv Yes, lansat la mijlocul anului 1970 în Regatul Unit și în noiembrie 1970 în SUA. A fost ultimul album al formației în alcătuirea originală a acesteia întrucât Peter Banks a fost concediat înainte de lansarea albumului. 
Time and a Word a ajuns până pe locul 45 în topurile britanice iar în Statele Unite nu a intrat în clasamentele de specialitate. 

## Tracklist
1. "No Opportunity Necessary, No Experience Needed" (Richie Havens) (4:48)
2. "Then" (Anderson) (5:46)
3. "Everydays" (Stephen Stills) (6:08)
4. "Sweet Dreams" (Anderson, David Foster) (3:50)
5. "The Prophet" (Anderson, Squire) (6:34)
6. "Clear Days" (Anderson) (2:06)
7. "Astral Traveller" (Anderson) (5:53)
8. "Time and a Word" (Anderson, David Foster) (4:32)

## Single-uri
- "Time and a Word" (1970)
- "Sweet Dreams" (1970)

## Componență
- Jon Anderson - voce, percuție
- Peter Banks - chitară electrică și acustică, voce
- Chris Squire - chitară bas, voce
- Tony Kaye - pian, orgă
- Bill Bruford - baterie, percuție

cu
- David Foster - chitară acustică pe "Time and a Word"